# Janice (Basse-Silésie)
Pour les articles homonymes, voir Janice (homonymie).
Janice est une localité polonaise de la gmina de Lubomierz, située dans le powiat de Lwówek Śląski en voïvodie de Basse-Silésie.